# Surp Haç Ermeni Lisesi
Das Surp Haç Tıbrevank Ermeni Lisesi (Heilig-Kreuz-Gymnasium) ist ein privates Gymnasium in Üsküdar in der Provinz Istanbul. Zwischenzeitlich war es auch ein theologisches Seminar. Es gehört dem Patriarchat von Konstantinopel der Armenischen Apostolischen Kirche.
Die Schule wurde 1678 als Lehranstalt der armenischen Kirche Surp Haç gegründet und durch ein Ferman vom osmanischen Sultan Abdülmecid I. 1860 neu gegründet. 1953 wurde die Schule als Hauptschule, Gymnasium und als dreijähriges theologisches Seminar neu konstituiert. Das theologische Seminar wurde am 26. Juli 1967 per Dekret 3517 des Unterrichtsministeriums aufgelöst. Die Schule liegt im asiatischen Stadtteil Üsküdar.
Die Europäische Union hat in den Beitrittsverhandlungen mit der Türkei das Thema der Wiedereröffnung der Hochschule in Zusammenhang mit Behinderungen der freien Religionsausübung der Christen in der Türkei auf die Liste der Forderungen an den Beitrittskandidaten Republik Türkei gesetzt.